# Andreas Herzfeld

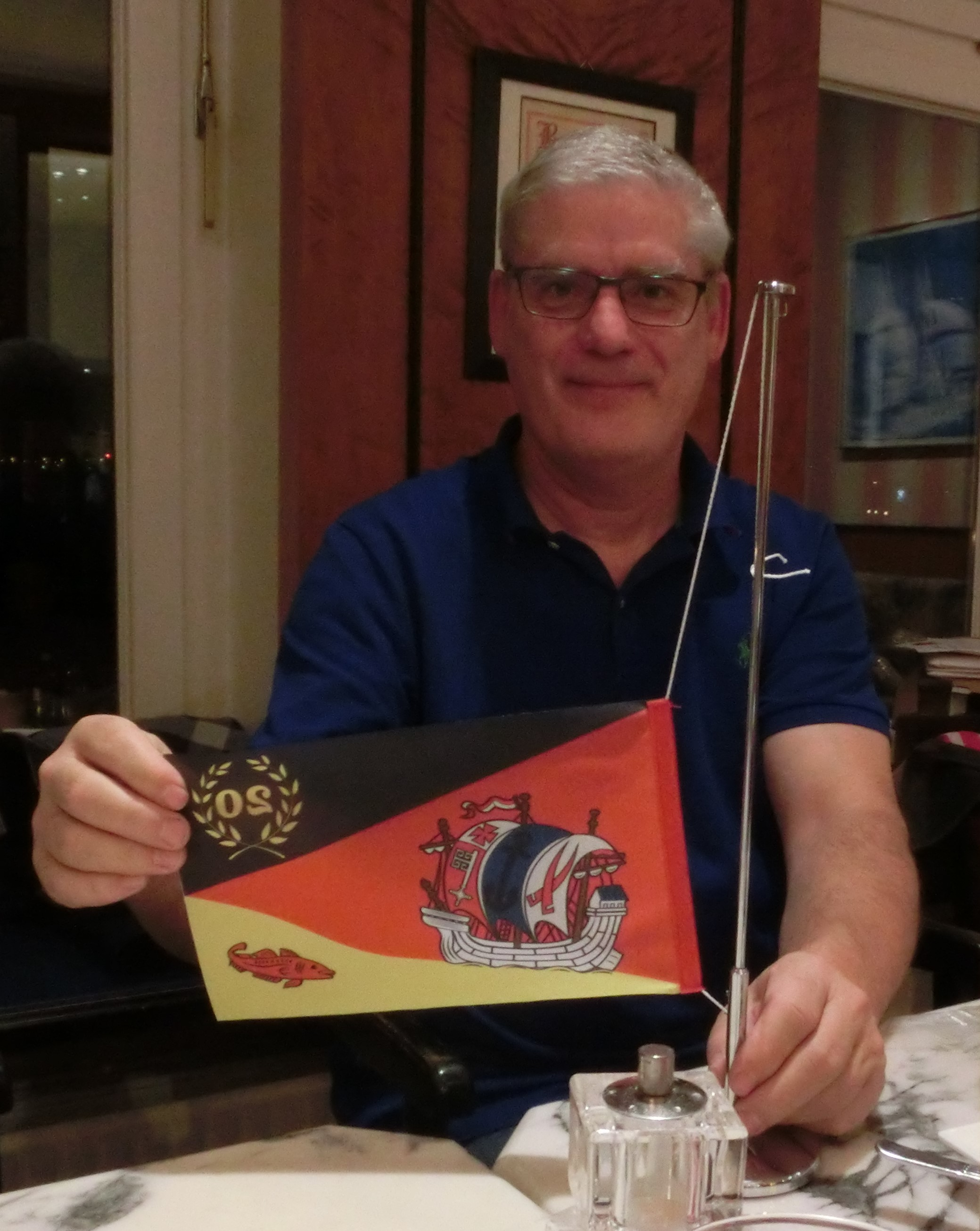
Andreas Herzfeld auf dem Deutschen Vexillologentag in Bremerhaven (2015)

Andreas Peter Herzfeld (* 18. Juli 1958 in Erfurt, DDR) ist ein deutscher Flaggenforscher (Vexillologe), Herausgeber und Autor flaggenkundlicher Artikel und Bücher. Zudem ist er einer der wichtigsten Forscher und Publizist zur Geschichte der deutschen Kraftfahrzeugkennzeichen. Zwischen 2004 und 2008 war er Konsultant des Bundesfinanzministeriums und der Deutschen Post AG für Flaggen auf Postwertzeichen. Hierbei regte er eine Briefmarke zu Ehren der Nummernschilder an, die 2006 erschien.

## Werdegang
Herzfeld wurde in Erfurt geboren und wuchs in Leipzig auf. Von 1977 bis 1983 studierte er Medizin am Medizinischen Institut Kuban in Krasnodar. Zwischen 1983 und 1987 arbeitete er als Assistenzarzt, zwischen 1987 und 1991 als Stationsarzt an der Klinik für Innere Medizin der Universität Leipzig. Herzfeld promovierte 1986. Er war von 1992 bis 2022 als hausärztlicher Internist in Leipzig selbstständig.
Er ist verheiratet und hat zwei Kinder.

## Flaggenkunde
Herzfeld ist einer der Gründungsväter der Deutschen Gesellschaft für Flaggenkunde (DGF). Bei der Gründungsversammlung am 4. Februar 1995 wurde Herzfeld zum 2. Vorsitzenden der Gesellschaft gewählt. Dem Vorstand der Deutschen Gesellschaft für Flaggenkunde gehörte er bis 2007 durchgängig, von 1996 bis 2007 als 1. Vorsitzender, an. Seine ersten Artikel erschienen im Flaggenkurier, der Zeitschrift der DGF.
Er war Mitorganisator des 22. Internationalen Kongresses der Flaggenkunde in Berlin im August 2007.

## Auszeichnungen
Seit 2007 ist Herzfeld Fellow of Federation der Internationalen Föderation Vexillologischer Gesellschaften FIAV.
2013 auf dem 25. Internationalen Kongress der Vexillologie (ICV) in Rotterdam wurde Herzfeld mit dem „Vexillon Award“ für Die Rimann'sche Sammlung deutscher Autoflaggen und Kfz-Stander als weltweit bestes Flaggenbuch der letzten zwei Jahre ausgezeichnet.

## Veröffentlichungen

### Artikel im Flaggenkurier
- Varianten des OSCE-Logos, Dezember 1998.
- Flaggen und Symbole der Leipziger Messe – 500 Jahre Reichsmesseprivileg, Dezember 1998.
- Symbole für Nunavut, Kanada, Dezember 1998.
- Space Vexillology – Weltraumvexillologie: 20 Jahre Erster Deutscher im All, Dezember 1998.
- Flaggen und Wappen der Stadt Leipzig, Dezember 1998.
- 10 Jahre Dorfrepublik Rüterberg, Dezember 1999.
- Die Flaggen einiger internationaler Sportorganisationen, Dezember 1999.
- Vexillologie und Russisch, Dezember 2000.
- Einige unbekannte Flaggenänderungen 1933–1945, Juni 2001.
- Die Flaggen des Technischen Hilfswerks, Dezember 2002.
- Flaggen- und Wappennutzung in einigen im II. Weltkrieg besetzten Gebieten, Juni 2003.
- Wappen und Flaggen der Provinz Sachsen(-Anhalt) von 1945 bis 1947, Juni 2008.
- Flaggen in der SBZ 1945–1949 – oder 60 Jahre Schwarz-Rot-Gold, Mai 2009.
- Eine vexillologische Entdeckung – eine saarländische Flagge von 1946, Mai 2009.
- Die Wappen- und Flaggenentwürfe für die deutschen Kolonien, April 2010.
- Die letzte Flaggenverordnung des Deutschen Reiches, November 2010.
- Das nationale Flaggenstell Russlands und der Sowjetunion im 20. Jahrhundert, Juni 2015.
- Wappenentwurf für das geplante Reichskommissariat Russland, Juni 2015.
- Die Signalflaggen der deutschen Kriegsmarinen von 1906 bis 1945, November 2016.
- Flaggenregelung für die Kanalinseln während der deutschen Besetzung 1940–1945, November 2016.
- Die Trauerstandarte der Bundesrepublik Deutschland, November 2017.

### Artikel in anderen Zeitschriften
- Funkspruch an alle – Die letzte Flaggenanordnung des Deutschen Reiches. In: Marineforum  Mai 2010 Seite 51.
- Symbole des Norddeutschen Bundes. In: Kleeblatt 2/2017, Seiten 79–85

### Bücher zur Flaggenkunde
- Die Signalflaggen und Signalbücher deutscher Kriegs- und Handelsmarinen seit 1815, Höxter, Deutsche Gesellschaft für Flaggenkunde 2020, ISBN 978-3-935131-16-2.
- Die Wappen der DDR und des Norddeutschen Bundes: Zwei heraldische Studien, Höxter, Deutsche Gesellschaft für Flaggenkunde 2017, Höxter, ISBN 978-3-935131-15-5.
- Die Rimann’sche Sammlung deutscher Autoflaggen und Kfz-Stander, Band 1: Deutschland bis 1945, Berlin, Deutsche Gesellschaft für Flaggenkunde 2013, ISBN 978-3-935131-08-7
- Die Rimann’sche Sammlung deutscher Autoflaggen und Kfz-Stander, Band 2: Deutschland seit 1945, Berlin, Deutsche Gesellschaft für Flaggenkunde 2009, ISBN 978-3-935131-09-4
- Flags and Logos of International Sport Organizations, Federations and Associations, Achim, Deutsche Gesellschaft für Flaggenkunde 2000, ISBN 3-935131-00-3

### Bücher zu anderen Themen
- Nachträge Handbuch Deutsche Kfz-Kennzeichen und Militärische Abkürzungen an Kraftfahrzeugen im I. Weltkrieg – Ein Wörterbuch, Berlin, Deutsche Gesellschaft für Flaggenkunde 2023, ISBN 978-3-935131-19-3
- Militärische Abkürzungen an Kraftfahrzeugen im 1.Weltkrieg. Ein Wörterbuch, Höxter, Deutsche Gesellschaft für Flaggenkunde 2019, ISBN 978-3-935131-18-6.
- Handbuch Deutsche Kfz-Kennzeichen, Band 2: Deutschland seit 1945, Berlin, Deutsche Gesellschaft für Flaggenkunde 2016, ISBN 978-3-935131-14-8.
- Handbuch Deutsche Kfz-Kennzeichen, Band 1: Deutschland bis 1945, Berlin, Deutsche Gesellschaft für Flaggenkunde 2015, ISBN 978-3-935131-13-1.